# Jamides lawasa
Jamides lawasa är en fjärilsart som beskrevs av Dudley Moulton 1911. Jamides lawasa ingår i släktet Jamides och familjen juvelvingar. Inga underarter finns listade i Catalogue of Life.